# Dětský domov Dagmar
Dětský domov Dagmar je příspěvková organizace zajišťující náhradní výchovnou péči nezletilým osobám na základě rozhodnutí soudu o ústavní výchově nebo ochranné výchově. Organizace sídlí v Brně-Žabovřeskách, v architektonicky významné budově sloužící od počátku témuž účelu.

## Dětský domov

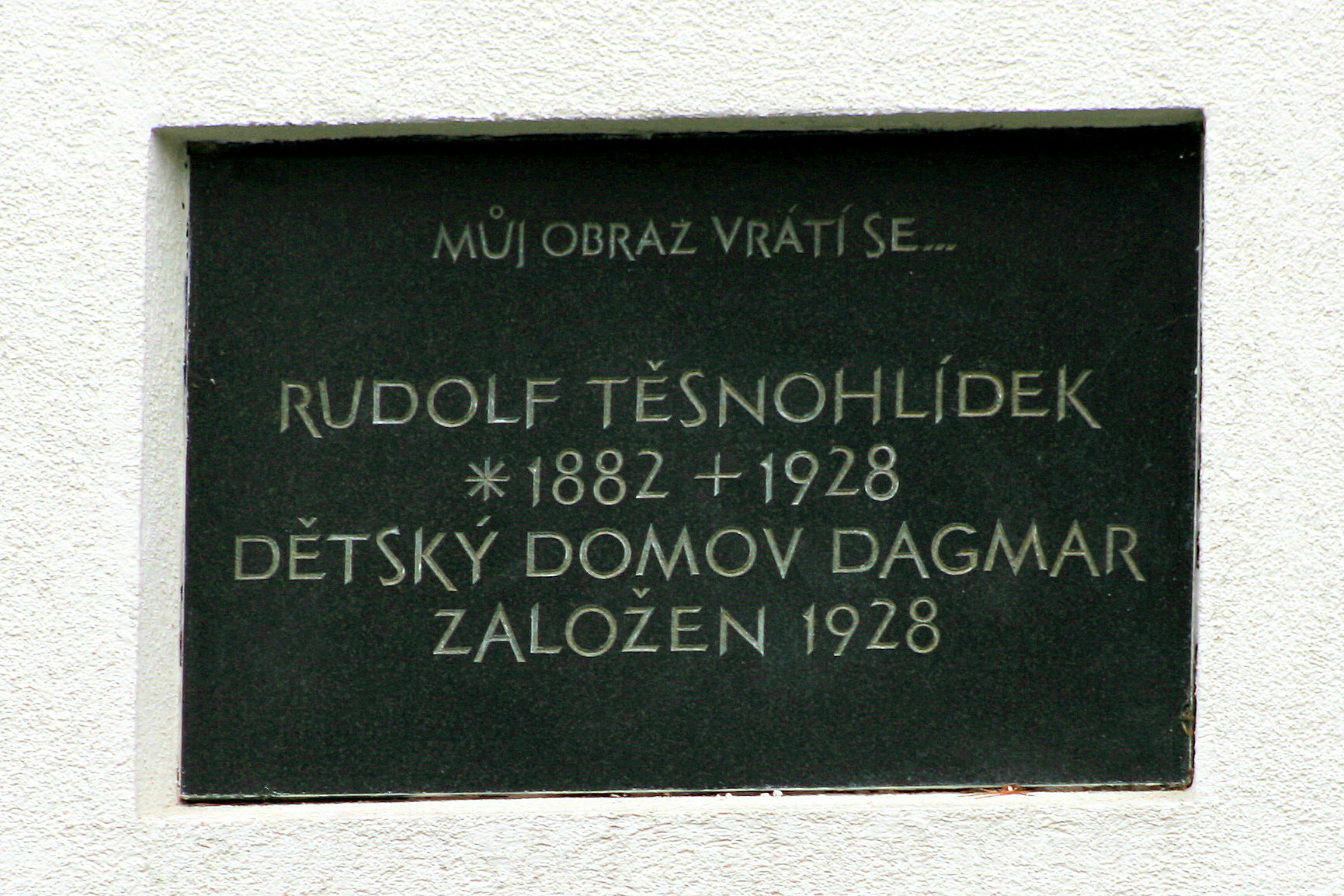
Pamětní deska R. Těsnohlídka

Dětský domov vznikl z popudu brněnského básníka, novináře a spisovatele Rudolfa Těsnohlídka, autora Lišky Bystroušky. Ten inicioval v roce 1924 tradici Vánočních stromů republiky a s nimi souvisejících dobrovolných příspěvků sociálně slabým. První strom zasvítil 14. prosince 1924 v Brně na náměstí Svobody. 
Pro Těsnohlídka vánoční strom symbolizoval i událost z prosince 1919, kdy spolu s přáteli nalezl v lese u Bílovic pod smrkem odložené dítě, malou Lidušku Kosourovou. Tato událost podnítila jeho zájem o opuštěné děti. Tradicí Vánočních stromů se Těsnohlídek inspiroval v dánské Kodani. Též proto byl dětský domov zbudovaný z dobročinných výnosů pojmenován podle laskavé dánské královny Dagmar, dcery Přemysla Otakara I.
Provoz domova byl spuštěn 8. prosince 1929. Těsnohlídek se jeho otevření nedožil.

## Budova
Jde o funkcionalistickou budovu od architekta Bohuslava Fuchse, který projekt vytvořil v rámci dobročinnosti bez nároku na honorář. 8. prosince 1928 byl položen základní kámen. Budova později doznala různých stavebních úprav. Poslední velká rekonstrukce byla provedena v roce 2006.

## Provoz

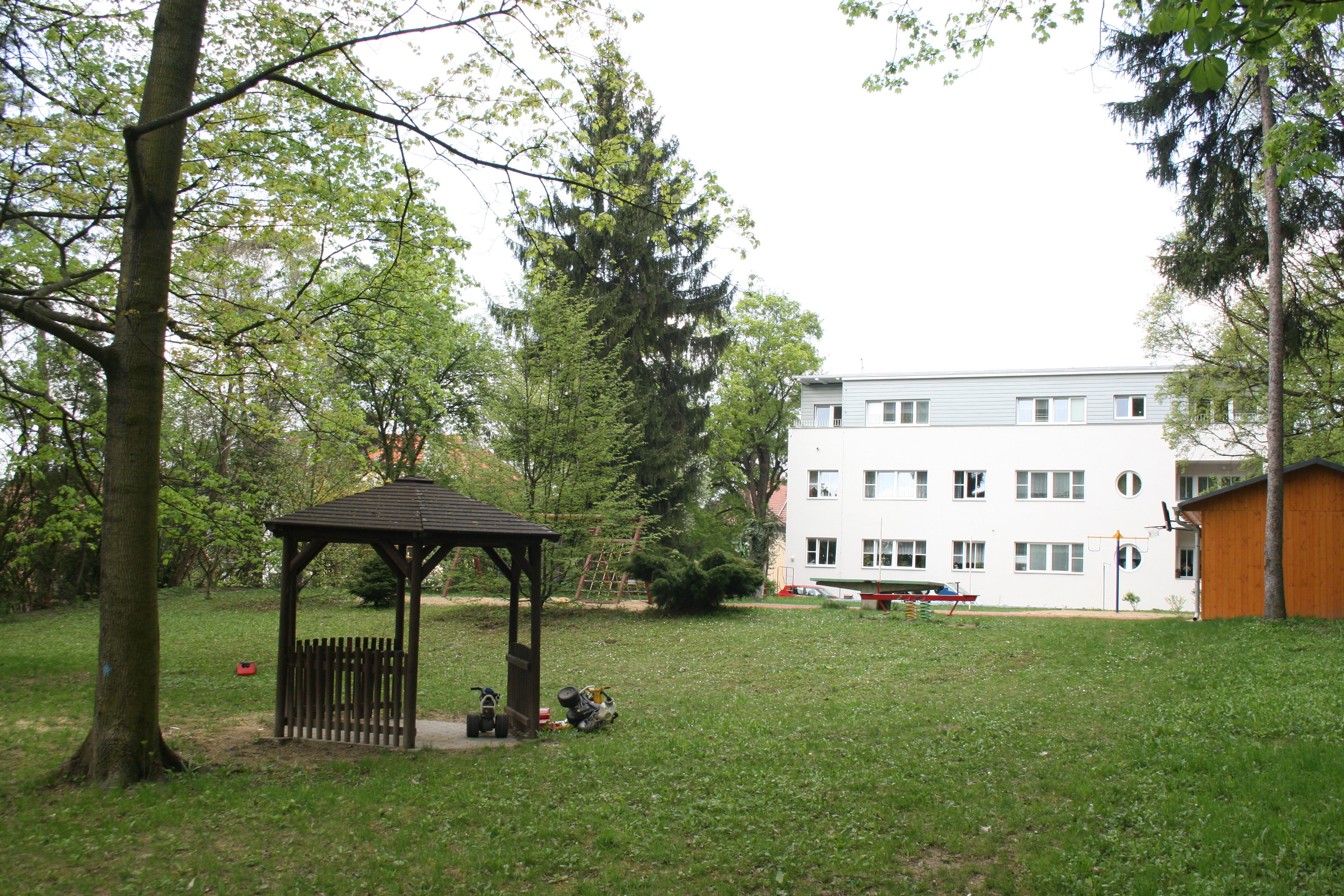
Pohled ze zahrady

Dětský domov zajišťuje nezletilým osobám ve věku od 3 do 18 let, případně zletilé osobě do 19 let, na základě rozhodnutí soudu o ústavní výchově nebo ochranné výchově nebo o předběžném opatření náhradní výchovnou péči. V zájmu jeho zdravého vývoje, řádné výchovy a vzdělávání, předchází dětský domov vzniku a rozvoji negativních projevů chování dítěte nebo narušení jeho zdravého vývoje. Snaží se zmírňovat nebo odstraňovat příčiny nebo důsledky již vzniklých poruch chování a přispívá ke zdravému osobnostnímu vývoji. Dětský domov může poskytovat plné přímé zaopatření zletilé nezaopatřené osobě po ukončení výkonu ústavní výchovy a ochranné výchovy. 